# Tubao
Tubao is een gemeente in de Filipijnse provincie La Union in het noordwesten van het eiland Luzon. Bij de laatste census in 2007 had de gemeente ruim 26 duizend inwoners.

## Geografie

### Bestuurlijke indeling
Tubao is onderverdeeld in de volgende 18 barangays:
| - Amallapay - Anduyan - Caoigue - Francia Sur - Francia West - Garcia - Gonzales - Halog East - Halog West | - Leones East - Leones West - Linapew - Magsaysay - Pideg - Poblacion - Rizal - Santa Teresa - Lloren |

## Demografie
Tubao had bij de census van 2007 een inwoneraantal van 26.402 mensen. Dit zijn 1.629 mensen (6,6%) meer dan bij de vorige census van 2000. De gemiddelde jaarlijkse groei komt daarmee uit op 0,88%, hetgeen lager is dan het landelijk jaarlijks gemiddelde over deze periode (2,04%).